# Star Wars Jedi Knight: Jedi Academy
Star Wars Jedi Knight: Jedi Academy je akční videohra ze Star Wars světa. Byla vydána v září 2003. Byla vyvinuta Raven Software a vydaná v Severní Americe LucasArts a Activision ve zbytku světa.

## O hře
Hra Jedi Academy je velmi blízkým pokračovatelem hry Jedi Outcast. Běží na stejném enginu a spousta herních elementů je totožných. Ale i tak je pár novinek oproti Jedi Outcast. Týkají se několika oblastí. Především je to pochopitelně nový, docela propracovaný příběh, dokonce mající konec za obě strany síly, jako tomu bylo v Jedi Knight: Dark Forces 2.
První zcela novou věcí je volba misí, která se v tomto provedení v sérii JK/DF ještě nevyskytla. Hra se dělí na tři skupiny misí - Initiate, Apprentice a Jedi. V každé skupině je pět misí, ze kterých si lze vybírat. K postupu do další skupiny je potřeba dokončit čtyři z pěti nabízených misí, nicméně se hráč pravděpodobně pokusí dohrát všech pět misí, protože je za ně odměna v podobě bodů do schopností Síly. Pěknou vychytávkou je volba zbraní, které si hráč vezme do mise, ale stejně nakonec prakticky po celou hru používá světelný meč .
Druhá totální novinka na poli JK/DF je tvorba postavy. Při vytváření postavy hráč volí pohlaví a rasu, barvu kůže, oděv a barvu a rukojeť meče. Rasu lze vybírat z následující skupiny: člověk (muž, žena), Rodian (m), Twi'lek (ž), Kel Dor (m) a Zabrak (ž).
Později ve hře navíc dostane hráč na výběr mezi jedním mečem, dvěma meči a dvoustranným mečem. S novými možnostmi přicházejí dva nové bojové styly, pro singl meč zůstávají tři styly. Přibývají nové speciální pohyby, některé z původních jsou upraveny pro zjednodušení ovládání.
Další větší novinkou je multiplayerový režim Siege a modifikovaný duel, skrývající se pod názvem Power Duel. V Siege spolu na mapě bojují dva týmy, přičemž jeden brání a druhý útočí. Útočící tým má za úkol na mapě splnit určité cíle, pokud chce dosáhnout vítězství. Hráči týmu si mohou vybírat z několika povolání, každé má nějaké specifické vlastnosti. V Power Duelu mohou bojovat dva hráči proti jednomu, který má drobné výhody (více zdraví).

## Multiplayer
V režimu pro více hráčů, si můžete vybrat mezi hraním po místní síti (LAN), nebo hraním na veřejných serverech. Hráč si může vytvořit svou vlastní postavu stejně jako v singlplayeru, zvolený vzhled pak uvidí ostatní hráči. Kromě editoru vlastní postavy je možné vybírat také z několika desítek přednastavených postav, jako je Kyle Katarn, nebo Boba Fett.
Pro hraní s ostatními hráči funguje několik různých režimů, například Capture the flag, Power Duel a Siege. V závislosti na režimu, mohou hráči hrát sami za sebe, nebo si získat určitou pozici v teamu. V režimu Siege si mohou hráči vybrat z několika rolí. K dispozici je například technik, odstřelovač a špión, nebo samotný rytíř Jedi. Každá z postav má své slabé i silné stránky a odlišné zbraně. Celkově je ve hře 6 módů. Nejznámějším a nejhranějším módem je FFA, neboli volná hra.

## Příběh
Uběhlo již celých deset let od bitvy u Endoru. Nová Republika stále ještě čistí zbytky Impéria, které se musí klonit ke stále zoufalejším metodám boje. Luke Skywalker zatím na Yavinu 4 vybudoval fungující Akademii Jedi a snaží se obnovit pozici Jedi jakožto ochránců míru v galaxii.
Na Yavin 4 právě cestuje skupinka nových studentů, mezi nimi i Jaden Korr, pocházející z Coruscantu. Tomuto studentovi se podařilo takřka nemožné, když si vyrobil vlastní meč. Při příletu ale jejich transport havaruje, zřítí se nedaleko Akademie. Studenti spolu vyrazí do Akademie, akorát Jaden se oddělí, aby pomohl dalšímu studentovi, Roshovi Peninovi.
Jaden a Rosh sami putují džunglí, a když se přiblíží k Akademii, spatří stormtroopery. Jaden jde napřed na průzkum. Proplíží se až k jedné z budov, kde spatří ženu s dlouhým žezlem a její nohsledy. Z žezla až k budově proudí zvláštní paprsek, a než si Jaden uvědomí nebezpečí, už se válí v bezvědomí u paty budovy.
Probere se obklopen několika Jedi - Kyle Katarn, Luke Skywalker, Rosh a další. Jaden jim řekne, co viděl, a pak se společně vydají do Akademie, kde má Luke proslov k nováčkům. Dříve bylo zvykem, že měl mistr Jedi jen jednoho učně v danou chvíli, ale Luke praví, že je málo mistrů a nezbývá než přidělit mistrovi učňů více. Nato studenty rozdělí, Jaden a Rosh dostanou za mistra Kyla Katarna.
Luke objevil, že za napadením Akademie je jakýsi kult, pokoušející se oživit dávno mrtvého Sitha jménem Marka Ragnos. Všichni Jedi včetně studentů začínají pátrat po kultu po celé galaxii, i Jaden pomáhá hledat. Pátrání je usměrněno ve chvíli, kdy Luke zjistí, že mu při napadení Akademie někdo ukradl záznamy z cest. Jedi se vydávají prozkoumat místa s koncentrací síly. Corran Horn vyráží na Wayland, Kyle do Údolí Jedi, Rosh je vyslán na Byss a Jaden má za úkol prozkoumat na Hothu místo, kde měl Luke vizi Bena Kenobiho před svou první cestou na Dagobah.
Nejdřív se Jadenovi zdá, že je místo prázdné, ale pak objeví navigační světla a vydá se po nich. Narazí na stormtroopery. Pátrá dál a dostane se až do opuštěné povstalecké základny. Zjistí, že členové kultu z databáze počítače vytáhli informace, ukazující na Dagobah. Jaden se je pokusí zastavit, ale střetne se s nebezpečnou protivnicí, Alorou. Po tvrdém boji Alora prchá pryč.
Zpátky v Akademii se Jaden od Luka dozvídá, že ze všech míst, kam byli Jedi vysláni, byla vysáta síla. Akorát od Roshe nedorazila žádná zpráva a Kyle s Lukem o něj mají starost. Jaden pokračuje ve výcviku, zatímco Luke dál pátrá. Zjistí, že Rosh byl zajat členy kultu, ale neví, kam ho vzali.
Situace se stává nebezpečnější a Luke rozhodne, že budou nyní Jedi pátrat na místech s velkou koncentrací síly ve dvojicích. Kyle a Jaden jsou vysláni na Vjun, kde je starý hrad Dartha Vadera. Dvojice se dostane až do hradu přes hordy imperiálů a členů kultu. V útrobách hradu jsou kvůli nehodě rozděleni. Kyle se snaží najít cestu vzhůru k Jaden, který zatím pokračuje v pátrání.
Dostane se až do Vaderovy soukromé místnosti, kde objeví Roshe. Evidentně byl sveden temnou stranou síly a nyní s ním musí Jaden zkřížit meč. Aby boj nebyl jednoduchý, Roshovi asistují dva temní Jedi. Jaden se vypořádá nejdříve s nimi a pak se zuřivě vrhne na Roshe. Oba se míhají rychleji, než by prostý člověk chápal, výpady se střídají s neuvěřitelnou frekvencí. Rosh je plný temné strany, agresivně prohání Jadena po místnosti.
Jaden přivolá sílu a tvrdě se s Roshem střetnou. Srazí ho k zemi a chystá se na finální úder, když do místnosti vtrhne Kyle a hned po něm se odkudsi vynoří žena s žezlem, kterou Jaden viděl na Yavinu 4. Kyle poznává Tavion, kterou kdysi ušetřil. Tavion použije moc, skrytou v žezlu, a srazí Kyla i Jadena na zem. Po krátkém proslovu využije Jadenův meč k narušení stropu a uprchne i s Roshem. Kyle silou přidrží trosky stropu a Jaden jeho mečem prořízne podlahu. Uniknou z hradu.
Zpátky v Akademii se setkají s Lukem. Jaden přijde s nápadem, že lze-li použít žezlo k vysávání energie z míst s koncentrací síly, že jej možná lze využít i k posílení schopností u členů kultu. Luke souhlasí, že je to možné, a také povyšuje Jadena na rytíře Jedi. Čerstvého Jedi Kyle upozorní, aby si dal pozor na temnou stranu. Velmi dobře si všiml jeho zloby, se kterou útočil na Roshe.
Jaden si vyrobí nový meč a pak už vyráží na další důležité mise, snaže se dál hledat stopy kultu. Kyle mezitím pátrá po tom, co dělala Tavion v posledních měsících, a zjistí, že byla na Commenoru, kde od sběratele, kterého zabila, získala žezlo. Zdá se, že je o kultu méně slyšet. Kyle si myslí, že je kult blízko ke svému cíli.
Luke konečně zjistí, o co jde, a povolá Jedi do Akademie. Tavion se snaží oživit Ragnose pomocí žezla, kterým vysála sílu z míst, kde byla její vysoká koncentrace. Jedi se vydávají na Korriban, akorát Kyle s Jadenem putují na Taspir III, odkud byl zachycen nouzový signál od Roshe. Při příletu se rozdělí, aby zkusili proniknout do zařízení kultu ze dvou stran.
Jaden se dostane přes vnější obranu a uvnitř narazí na Aloru, která řekne Jadenovi, že Rosh je sveden na temnou stranu a nemá smysl se pokoušet ho zachránit. Když se Jaden přímo zeptá, kde je Rosh, Alora se jen zasměje a zmizí v chodbách instalace. Jaden jde v jejích stopách a nakonec je oba najde v hangáru. Jaden se ho chystá zabít, ale Rosh se Jadena snaží přesvědčit, že si uvědomil své pochybení. Alora využívá Jadenovo váhání a pokouší se ho přimět k vraždě, zatímco v myšlenkách se Jadenovi ozve Kylův hlas, zrazující ho od neuváženého činu. Vycítil, že Rosh nelže, upozorní na to Jadena.
Jaden dobojuje svůj vnitřní boj a vypne k nelibosti Alory svůj světelný meč. Alora se na Jadena vrhne a po krátké potyčce přiskočí k Roshovi a vážně ho zraní. Jaden se s výkřikem vrhne na Aloru a zasype ji ranami. Alora ovšem dlouho vzdoruje. Nakonec se ale projeví Jadenovo nadání a mrtvá Alora se svalí na zem.
Opozdilec Kyle se konečně dostane do hangáru. Je spokojen s tím, jak vše dopadlo a jak se Jaden rozhodl, ale ještě není všemu konec. Ještě je potřeba zastavit Tavion. Kyle vezme s sebou Roshe, neboť mladík potřebuje nutně do nádrže s baktou. Jaden vyráží tam, kam většina Jedi, na planetu Korriban, kde jsou hrobky Sithů.
Jedi pronikají do hrobek, hledajíce Ragnosův hrob. Spousta jich padne, ale členů kultu ještě více. Jaden řádce Jedi zachrání život při své cestě do hlubin Sithských hrobek. Nakonec se objeví v malém údolí, ve kterém se nachází hledaný hrob. Probije se přes poslední zbytky nepřátel a stane před Tavion.
Po krátkém boji Tavion využije moc žezla a vyvolá ducha Ragnose. Duch vstoupí do jejího těla a ovládne jej. Z držadla žezla vytáhne unikátní meč a vrhne se zuřivě na Jadena. Zběsilý a vyčerpávající boj, ve kterém má evidentně Ragnos navrch, skončí ve chvíli, kdy Jaden, urychlený Silou, srazí Ragnose na zem. Meč se mu odkutálí z ruky a Jaden po zbrani bleskurychle skočí a přesekne ji svým mečem. Ragnos se po ztrátě meče nemůže dále udržet v těle Tavion a opouští jej. Tavion zůstane ležet mrtvá na podlaze hrobky a duch mizí v rakvi. Jaden vyjde z hrobky a zboří její vchod.
V Akademii se Jaden dozvídá, že Rosh je v pořádku. Šíří se zvěsti, že po zničení žezla přeživší členové kultu ztratili schopnost využívat Sílu. Zdá se, že hrozba byla zažehnána.

### Alternativní konec
Jaden se rozhodne Roshe zabít a smrtelně ho zraní. Alora je z počátku nadšená, ale úsměv jí mizí z tváře, když jí Jaden řekne, že chce žezlo pro sebe. Bojují spolu a Jaden Aloru zabije. Vydá se na Korriban a čelí zde odporu nejen ze strany následovníků Tavion, ale i bývalým kolegům z Akademie.
I přes velké potíže se nakonec Jaden dostane k Tavion a porazí ji. Kyle přijde krátce na to a pokusí se ještě jednou Jadena přemluvit, ale nakonec spolu stejně bojují. Jaden s pomocí žezla Kyla zasype kamením a uteče z hrobky. Přichází opozdilec Luke. Pomůže Kylovi z trosek a společně přemítají nad výsledkem. Kyle je nešťastný, že přišel o dva své studenty, ale Luke ho uklidňuje, nejen on, ale i takoví velikáni jako Yoda a Kenobi udělali chybu. Kyle moc uklidněn není a vydává se za Jadenem.